# 金色滑翔手
金色滑翔手（Golden Glider）本名麗莎·斯納特(Lisa Snart)是一名出現在美國DC漫畫出版的女性超級反派。她是冷凍隊長的妹妹，也是閃電俠的敵人。
麗莎·斯納特在《閃電俠 (2014年電視劇)》的前兩季劇情，由佩頓·利斯特飾演。金色滑翔手出現在《哈莉·奎茵》的第三季，由凱西·昂配音。她被描繪為風箏人的新戀人，並將在衍生劇《風箏人：地獄耶！》中共同主演。

## 出版歷史
由卡里·贝茨和伊爾夫·諾維克(Irv Novick)創造的這個角色首次出現在《閃電俠》#250（1977年6月）。 編輯朱利葉斯·施瓦茨也參與了這個角色的創作，可能負責了金色滑翔手這個名字的命名。

## 能力與技能
金色滑翔手是一名奧運級別的花樣滑冰選手。得益於一雙可以自行產生冰的實驗性滑冰鞋，她可以在任何表面上滑冰，包括在空中滑行。她發明或獲得了一些珠寶主題的小工具和武器，例如有毒戒指或催眠珠寶，並在她對抗閃電俠的戰鬥中有效地使用這些工具。
在新52中，由於被捲入了與鏡像大師、寒冷隊長、熱浪和氣象巫師同樣的爆炸中，滑翔者獲得了超能力。金色滑翔手與她的身體分離，擁有了一個可以飛行並以極高速度移動的靈魂形態。她還擁有可以輕易割傷並殺死人的帶狀卷鬚，沒有留下任何攻擊的證據。與大多數相位轉換者不同，滑翔者可以保持足夠的實體狀態以與物質互動；即在艾莉亞斯的心臟中留下一片玻璃碎片，同時保持物理上無法穿透。在她的靈體被干擾並重組後，麗莎不僅恢復了身體的活動能力，還可以在保持血肉之軀的同時使用她的能力。

## 其他媒體

### 電視
- 麗莎·斯納特 / 金色滑翔手出現在CW的《閃電俠》中，由佩頓·利斯特飾演。這個版本被描述為狡猾、迷人、略帶虐待狂，並且不怕利用自己的性感來達到目的。她是一個野性女孩，渴望向她冷酷且精於計算的哥哥雷納德·斯納特 / 寒冷隊長證明自己屬於他的犯罪集團。[4] 在與雷納德合作時，她獲得了一把可以將任何物體轉化為金子的“金槍”。
- 金色滑翔手出現在《哈莉·奎茵》，由凱西·昂配音。這個版本是風箏人的新戀人，擁有新52版本的能力。[5] 在她最著名的出現之一中，在“第83屆年度維利獎”一集中，她和風箏人在獲獎節目中遇到了哈莉·奎茵和毒藤女，之後金色滑翔手與藤女因社交焦慮問題而建立了聯繫。
  - 《哈莉·奎茵》中的金色滑翔手將在即將上映的衍生劇《風箏人：地獄耶！》中擔任主演，由史蒂芬妮·許配音。[6][7][8]

### 電子遊戲
金色滑翔手作為可解鎖的可玩角色出現在《樂高DC超級反派》，由凱瑟琳·塔柏配音。

### 其他
- 一位受金色滑翔手啟發的少年超級反派名為冰凱特，出現在漫畫《少年泰坦GO！ 》#53中。[9]
- 金色滑翔手出現在漫畫《不義聯盟：我們之間的神》前傳漫畫中，作為無賴幫的成員之一，與蝙蝠俠的反抗軍合作攻擊高級議員超人的基地，並與鏡子大師有戀愛關係。在他們的一次任務中，他們被比扎羅攔截，比扎羅殺死了熱浪和天氣巫師。金色滑翔手 的能力幫助她倖存下來，直到戲法師分散了比扎羅的注意力，使金色滑翔手和鏡子大師得以逃脫。這對後來為陣亡的無賴幫舉行了一次非正式的追悼會，並允許閃電俠在他保證不會將他們交給超人之後加入他們。

## 外部連結
- Arrowverse Wiki上的麗莎·斯納特條目 （页面存档备份，存于）